# Tukotuko dyskretny
Tukotuko dyskretny (Ctenomys juris) – gatunek gryzonia z rodziny tukotukowatych (Ctenomyidae). Występuje w Ameryce Południowej, gdzie odgrywa ważną rolę ekologiczną. Siedliska tukotuko dyskretnego położone są w południowo-wschodniej części argentyńskiej prowincji Jujuy na wysokości 500 m n.p.m..